# Automeris herse
Automeris herse é uma espécie de mariposa do gênero Automeris, da família Saturniidae.